# Örebroar'n
Örebroar'n var en annonsfinansierad gratistidning, som gavs ut i Örebro från 15 december 1988 till 15 juni 2023.

## Redaktion
Uppgifter om redaktion före 2013 saknas i Nya Lundstedt på KB som inte började dokumentera tidningen förrän 1 januari 2013. Redaktionsort har varit Örebro från 1 januari 2013 och troligen tidigare också. 
Redaktör var Marie Pallhed 2013–2014, uppgift saknas för senare period. Ansvarig utgivare var Katrin Säfström 1 januari 2013 till 1 juni 2016. Hon var också chefredaktör för Nerikes Allehanda denna tid. Hon efterträddes den 8 juni 2016 till 6 mars 2019 av Anders Nilsson, som i sin tur efterträddes 13 mars 2019 av Eleonore Lennermark. Tidningen har sedan 2013 utkommit på onsdagar en gång i veckan. En periodisk bilaga har från 20 november 2013 till 16 november 2016 medföljt tidningen. Bilagan hade titeln Hem & Inspiration och kom med 10 nummer per år. Bilagan fortsatte som inhäftad del i tidningen med kontinuerlig paginering.
Under 2023 beslutade ägaren Bonnier News Local att sluta ge ut tidningen. Det sista numret för vecka 24 2023 utkom den 15 juni.

## Tryckning
Förlaget hette  2013–2016 Lokaltidningen Örebroar´n aktiebolag i Örebro, och sedan 1 januari 2017 tog Mittmedia över tidningen. Från 2013 till 30 september 2015 tryckte V-TAB i Örebro tidningen, sedan till 21 december 2016 V-TAB i Västerås, och från 2017 Mittmedia Print i Gävle till 3 april 2019 då Mittmedia i Falun tog över tryckningen. Tidningen trycks i fyrfärg med moderna typsnitt på en satsyta 37 x 25 cm, alltså tabloidformat, med en upplaga av cirka 70 000 exemplar, 2019 endast 55 000 exemplar. Annonsomfattningen har KB uppskattat till 75 procent i allmänhet, vilket är ett högt värde. Tidningen har haft 32 till 56 sidor, flest 2017 med 56 och minst 32 sidor 2019 och 2020.